# راسيل كارتر
راسيل كارتر (بالإنجليزية: Russell Carter)‏ هو لاعب كرة قدم أمريكية أمريكي، ولد في 10 فبراير 1962 في فيلادلفيا في الولايات المتحدة.

## وصلات خارجية
- راسيل كارتر على موقع مرجع كرة القدم المحترفة.كوم (الإنجليزية)